# کنزو تسوجیموتو
کنزو تسوجیموتو (辻本憲三 Tsujimoto Kenzō) (۱۵ دسامبر ۱۹۴۰) یک کارآفرین ژاپنی است که شرکت‌های بازی ویدیویی کپ‌کام و ایرم را بنیان‌گذاری کرد. او همچنین از سال ۱۹۹۷ تاکنون رئیس انجمن حق تکثیر نرم‌افزارهای کامپیوتری بوده و از سال ۲۰۰۲ تا ۲۰۰۶ رئیس انجمن تأمین‌کنندگان سرگرمی‌های کامپیوتری بوده است.

## زندگی‌نامه
تسوجیموتو در کَشیهارا، استان نارا، به‌عنوان سومین پسر یک آهنگر به دنیا آمد. در سال ۱۹۵۶، پس از فارغ‌التحصیلی از دبیرستان راهنمایی و به‌دلیل مرگ زودهنگام پدرش، شغلی در یکی از شرکت‌های محلی پیدا کرد و همزمان وارد سیستم تحصیل پاره‌وقت دبیرستان عالی استان نارا شد. پس از فارغ‌التحصیلی از آن مدرسه در مارس ۱۹۶۰، شغلی در شرکت عمده‌فروشی مواد غذایی عمویش پیدا کرد. در مارس ۱۹۶۳، به تجارت عمده‌فروشی شیرینی‌جات پرداخت و به‌طور مستقل شروع به کار کرد. اگرچه نام شرکت به «تسوجیموتو شوتن» تغییر یافت، اما نتواست آن را به‌خوبی مدیریت کند و یک بدهی چند میلیون ین بر جای گذاشت.
در سال ۱۹۶۸، فروشگاه شیرینی‌فروشی تسوجیموتو شوتن دوباره در اوکاهاما افتتاح شد. وقتی کودکان در صف دستگاه تولید پشمک ایستاده بودند، این صف به دلیل خود محصول نبود، بلکه به خاطر روند تولید پشمک بود. دو سال بعد، تسوجیموتو در سرتاسر کشور برای فروش این دستگاه پشمک‌سازی به تبلیغ می‌پرداخت و در مسیر بازگشت، به اصلاح دستگاه‌های پچینکو مأمور شد. او توانست ۱۰۰۰ دستگاه از هر مدل را بفروشد. پس از مدتی او به این نتیجه رسید که صنعت سرگرمی در آینده رشد خواهد کرد.
در ژوئیه ۱۹۷۴، تسوجیموتو شرکت آی‌پی‌ام را بنیان‌گذاری کرد که بعدها به ایرم تبدیل شد و به‌عنوان رئیس آن منصوب گردید. او در تاریخ ۳۰ مه ۱۹۷۹ شرکت آی.آر. ام را تأسیس کرد و در سال ۱۹۸۱ نام آن را به سامبی تغییر داد. این شرکت بازی‌هایی همچون «آی‌پی‌ام اینوندرز» و «کپسول اینوندرز» را تحت مجوزی از تایتو در زمان انتشار بازی «اینوندرز» منتشر کرد. با این حال، تسوجیموتو در ایرم که به‌عنوان رئیس در آن فعالیت می‌کرد، به‌دلیل افت عملکرد و کاهش روند استقبال از بازی‌های اینوندرز از کار خود برکنار شد.
در ۱۱ ژوئن ۱۹۸۳، او کپ‌کام را به‌عنوان شرکت فروش سامبی تأسیس کرد و به‌عنوان رئیس و مدیر نماینده آن منصوب شد. در همان سال، اولین بازی شرکت به نام لیتل لیگ منتشر شد. در سال ۱۹۸۹، شرکت سامبی که به‌طور همزمان توسعه یافته بود، با کپ‌کام که مسئول فروش آن بود ادغام شد و نام شرکت باقی‌مانده، سامبی، به کپ‌کام تغییر یافت و تسوجیموتو همچنان به‌عنوان رئیس آن باقی ماند.
در دهه ۱۹۹۰، تسوجیموتو چهارمین شرکت خود به نام «کنزو استیت» را به‌عنوان یک ویترین زیرمجموعهٔ شخصی تأسیس کرد. او ۱۵۰۰ هکتار زمین در ناپا، کالیفرنیا، ایالات متحده خریداری کرد که به‌دلیل مشکلات تجاری کپ‌کام، مدت‌ها بلااستفاده مانده بود. او این زمین را از کپ‌کام به مبلغ ۷ میلیارد ین خریداری کرد و آن را به‌طور خصوصی به نام خود کرد. نخستین محموله این ویترین در سال ۲۰۰۸ ارسال شد و شراب سفید «آساتسویو» از این ویترین در سال ۲۰۱۱ به‌عنوان یکی از «بهترین شراب‌ها» توسط یک مجله مخصوص ثروتمندان در ایالات متحده انتخاب شد.
در سال ۲۰۰۱، تسوجیموتو به‌عنوان رئیس و مدیرعامل کپ‌کام منصوب شد.

## زندگی شخصی
پسر بزرگ تسوجیموتو، هاروهیرو، از سال ۲۰۰۷ به‌عنوان رئیس کپ‌کام خدمت می‌کند. پسر کوچکترش، ریوئزو، تولیدکننده سری بازی‌های مانستر هانتر است.